# Кветной, Лев Матвеевич
Лев Матвеевич Кветной (27 августа 1965, Рогачёво, Московская область) — российский предприниматель, владелец Новоросцемента, член совета директоров ОАО «Аэропорт Внуково».

## Биография
Лев Матвеевич Кветной родился 27 августа 1965 в поселке Рогачёво Московской области.
В 1989 году окончил Ленинградский институт физической культуры по специальности «Тренер-преподаватель».
В конце 1980-х совместно с Андреем Скочем открыл пекарню. Также партнёры организовали полный цикл от закупки сырья до продажи топлива на собственной сети АЗС.
С 1990 по 1992 годы — коммерческий директор АО «Прагма-трейдинг».
С 1992 по 1995 годы — вице-президент АКБ «Монтажспецбанк» (АКБ МСБ).
С 1995 по 1996 годы — первый заместитель гендиректора компании «Интерфин» (МИФК «Интерфин»).
В 1996 году учредил АО «Финансовые консультации и менеджмент» (г. Москва).
C 1996 по 1999 годы — представитель «Интерфина» в совете директоров Оскольского электрометаллургического комбината (ОЭМК).
В 1997 году окончил Финансовую академию при Правительстве России.
С 1990-х годов Кветной является старшим партнёром Виталия Ванцева в ряде сервисных компаний, обслуживающих «Внуково».
В 1997 году входил в состав, был генеральным директором ООО «В.А.Инвест», а также генеральным директором и членом совета директоров НПФ «Лукойл-Гарант». В том же году — член совета директоров ООО «АГД-Инвест».
В 1998 году вошёл в состав совета директоров ОАО «Лебединский ГОК» (с августа) и ОАО «Архангельскгеолдобыча».
В 1999 году был членом совета директоров ЗАО «Архангельские алмазы».
C марта (по другим данным — с февраля) 1999 года по 2004 год — генеральный директор ОЭМК.
С декабря 2000 года по 2006 год — генеральный директор холдинга «Газметалл».
В 2005 году вошёл в совет директоров ОАО «Аэропорт Внуково» как «независимый директор».
В 2006 году продал свою долю в «Газметалле» партнёрам — Алишеру Усманову и Андрею Скочу.
С 2006 года — владелец банка «Национальный стандарт».
В 2007 году вышел из состава членов совет директоров ОАО «Аэропорт Внуково».
В 2007 году купил «Новоросцемент».
Осенью 2009 года Лев Кветной вернулся в совет директоров ОАО «Аэропорт Внуково» и с сентября являлся его председателем.
Купил ближайший к Сочи цементный завод за несколько месяцев до объявления города столицей Олимпиады-2014.
В 2010 году подконтрольная предпринимателю компания «ОЭМК-Инвест» — один из крупнейших миноритарных акционеров Сбербанка (0,1% акций).

## Собственность
Кветной контролирует следующие компании:
- Новоросцемент[1][2][4].
- Банк «Национальный стандарт»[1][2][4] (100 %)[17].
- РусЮгБанк[4] (99,84 %)[17].
- Ряд сервисных предприятий, обслуживающих «Аэропорт Внуково»[1].

## Состояние
Входит в рейтинг журнала Forbes с 2005 года, занимая места с 31 (2009 год) по 58 (2008 год) с состоянием с 510 млн долларов США (2005 год) по 1 700 млн долларов США (2008 год). В 2010 году занимал 49 место с состоянием 1 300 млн долларов США.
В феврале 2006 журнал «Финанс» оценил состояние Кветного в 710 миллионов долларов (64-е место в России). По мнению журнала «Финанс», на начало 2009 года имеет состояние в размере 1,6 млрд долларов США, занимая 28 место в рейтинге российских миллиардеров.
Обладая личным состоянием $1,8 млрд, в 2011 году занял 53 место в списке 200 богатейших бизнесменов России (по версии журнала Forbes).
В 2023 году Кветной вернулся в рейтинг российских миллиардеров Forbes с состоянием в $1 млрд.

## Личная жизнь
Женат, один ребёнок[уточнить].
Хобби — изучение исторических документов.